# Antoinette Brown Blackwell
Antoinette Louisa Brown Blackwell (Henrietta, 20 maggio 1825 – Elizabeth, 5 novembre 1921) è stata una religiosa e predicatrice statunitense.
Fu la prima donna ad essere ordinata come principale ministro protestante negli Stati Uniti. Era un'oratrice pubblica ben versata sulle questioni fondamentali della sua epoca e si distinse dai suoi contemporanei con il suo uso della fede religiosa nei suoi sforzi per promuovere i diritti delle donne.

## Primi anni e formazione
Brown nacque a Henrietta, New York, da Joseph Brown e Abby Morse. La predicazione dell'evangelista Charles Grandison Finney della vicina Rochester portò la famiglia di Brown a unirsi alla Chiesa della Congregazione. Dopo aver osato iniziare una preghiera nell'osservanza religiosa della sua famiglia, Brown fu accettata in chiesa prima dei nove anni. Poco dopo essere diventata membro della congregazione, iniziò a predicare durante gli incontri domenicali. Nel 1841 all'età di 16 anni, dopo aver completato la scuola dell'obbligo alla Monroe County Academy, Brown studiò da autodidatta. In seguito si laureò in teologia presso l'Oberlin College. 
Per quattro anni Antoinette lavorò come insegnante, professione che le permise di studiare all'Oberlin College in Ohio. Supportata dai suoi genitori, che credevano non solo nella parità di istruzione per uomini e donne, ma anche per i neri, si iscrisse all'Oberlin College nel 1846, dove conseguì la laurea letteraria nel 1847. Trascorse le vacanze insegnando e e studiando l'ebraico e il greco. Nel 1847 fece pressione sul college per l'ammissione al corso teologico con la sua enfasi sul ministero congregazionalista. L'amministrazione, contrariamente all'idea di una donna impegnata in qualsiasi tipo di apprendimento e formazione teologica formale, alla fine capitolò ma con una serie specifica di precondizioni: Antoinette potette iscriversi ai corsi, ma non dovette ricevere un riconoscimento ufficiale. Nonostante le disposizioni fatte riguardo alla sua partecipazione al corso di teologia, Antoinette fu una scrittrice prolifica e un'oratrice pubblica carismatica. La sua esegesi sugli scritti dell'apostolo Paolo fu pubblicata nella Oberlin Quarterly Review. È lì, da un breve estratto, che la sua comprensione di quella che ora può essere popolarmente chiamata teologia femminista, prende forma mentre scrive: "Paolo intendeva solo mettere in guardia contro eccessi, irregolarità e libertà ingiustificabili nel culto pubblico. Insistette sul fatto che la Bibbia e le sue varie dichiarazioni sulle donne fossero per un arco di tempo specifiche e certamente non applicabili al XIX secolo. Contrariamente ad altre donne, ad Antoinette fu chiesto di parlare in Ohio e a New York di anti-schiavitù e dei diritti delle donne. Nell'aprile del 1860 Brown tornò all'Oberlin College per tenere una conferenza intitolata "Uomini e donne". La testimonianza delle capacità oratorie di Brown si può trovare in una lettera di uno studente che scrisse a proposito: "è stata una lezione eccellente".

## Carriera

### Abolizionismo e sacerdozio
Senza una licenza di predicazione dopo la laurea, Brown decise di mettere in pausa le sue ambizioni ministeriali per scrivere per il giornale abolizionista di Frederick Douglass The North Star. Parlò nel 1850 alla prima Convenzione nazionale sui diritti delle donne, tenendo un discorso che fu ben accolto e servì come inizio di un tour di discussione in cui avrebbe affrontato questioni come l'abolizionismo, la temperanza e i diritti delle donne.
Brown ottenne infine la licenza di predicatrice dalla Chiesa congregazionalista nel 1851 e poi le fu offerta una posizione come ministro di una chiesa congregazionalista a South Butler, New York nel 1852. Sospese temporaneamente i suoi vasti impegni oratori, scrivendo alla sua amica (e poi cognata) Lucy Stone che aveva tenuto lezioni diciotto volte in quasi altrettanti giorni, ed era stata ordinata da un ministro metodista socialmente radicale di nome Luther Lee, un appassionato e sostenitore del diritto delle donne all'educazione teologica e alla leadership. Al suo ordine, Lee pronunciò un sermone che attestava l'idoneità di Antoinette come predicatrice e la sua chiamata da Dio: "Se Dio e la cultura mentale e morale non l'hanno già qualificata non possiamo fare altrimenti. . . Tutto ciò che siamo qui per fare ... è ... sottoscrivere la nostra testimonianza al fatto che, secondo la nostra convinzione, nostra sorella in Cristo, Antoinette L. Brown, è una delle ministri della Nuova Alleanza, autorizzata, qualificata, e chiamata da Dio a predicare il vangelo di suo Figlio Gesù Cristo." Un mese dopo la sua ordinazione Brown viaggiò come delegata alla World Temperance Convention di New York City, dove nonostante rappresentasse due organizzazioni di temperanza, le fu negata la possibilità di parlare dagli organizzatori. Nel 1857 tornò al suo lavoro come oratrice e riformatrice con il suo nuovo marito, Samuel C. Blackwell.

### Diritti delle donne
Dopo la sua separazione dal ministero, si concentrò sempre più sulle questioni relative ai diritti delle donne. Mentre molte attiviste per i diritti delle donne si opposero alla religione sulla base del fatto che servisse a opprimere le donne, Blackwell era fermamente convinta che la partecipazione attiva delle donne alla religione potesse servire a rafforzare il loro status nella società. A differenza di molte femministe, si preoccupò più del miglioramento dello status delle donne nella società che del suffragio. Credeva che le differenze intrinseche tra uomini e donne limitassero l'efficacia degli uomini nel rappresentare le donne in politica, quindi il suffragio avrebbe avuto uno scarso impatto positivo per le donne se non fosse abbinato a opportunità di leadership tangibili. Brown si discostò anche dagli altri riformatori con la sua opposizione al divorzio come mezzo per allentare le restrizioni coniugali delle donne.
Antoinette partì per New York per svolgere attività di beneficenza nei bassifondi e per tenere conferenze e raccogliere fondi per la gente del posto. Mentre si recava a New York, si fermò a Worcester, nel Massachusetts, per partecipare al primo Convegno nazionale sui diritti della donna. Ne fu attratta così tanto che decise di diventare un'oratrice indipendente. Viaggiò per tutto il New England in luoghi come la Pennsylvania e l'Ohio per parlare dei diritti della donna, della lotta alla schiavitù e della temperanza. A volte parlava persino nei sermoni della chiesa quando ne aveva la possibilità.
Per quanto riguarda la propria prospettiva di matrimonio, Brown riteneva che fosse meglio rimanere single perché le donne single avevano livelli di indipendenza maggiori rispetto alle donne sposate. Incontrando Samuel Blackwell, le sue opinioni iniziarono a vacillare a favore del matrimonio. I due si sposarono il 24 gennaio 1856, e ebbero sette figli, di cui due morirono durante l'infanzia.
Blackwell fu anche una proficua scrittrice: nelle sue opere incoraggiava le donne a cercare professioni maschili e gli uomini a condividere le mansioni domestiche, tuttavia manteneva la convinzione che il ruolo principale delle donne fosse la cura della casa e della famiglia. Ispirata dalla critica ancora agli scritti di Charles Darwin e Herbert Spencer, che considerava gli uomini più influenti della sua epoca, Blackwell pubblicò diverse opere nei campi della teologia, della scienza e della filosofia. Credeva che sia Darwin che Spencer impiegassero una versione contaminata del metodo scientifico, che abbracciava un punto di vista esclusivamente maschile. Blackwell affermò invece che comprendere le donne nella società fosse dovere delle donne stesse. Il suo lavoro più notevole pubblicato nel 1875, The Sexes Throughout Nature, presenta una teoria quasi scientifica sostenendo che i sessi sono diversi ma uguali a causa dell'evoluzione naturale. Sapeva che sarebbe stata considerata presuntuosa per aver criticato la teoria evoluzionistica, ma scrisse che "Per quanto grandi siano gli svantaggi sotto i quali noi [donne] ci troviamo, questi non saranno mai attenuati dall'attesa". Darwin le scrisse una lettera nel 1869, ringraziandola per una copia del suo libro, Studies in General Science. Scrisse anche un romanzo, The Island Neighbours, nel 1871, e una raccolta di poesie, Sea Drift, nel 1902.
Nel 1860, all'ultimo Convegno nazionale sui diritti della donna, tenutasi prima dello scoppio della guerra civile, Antoinette diede inizio all'acceso dibattito sul divorzio con le sue colleghe Susan B. Anthony ed Elizabeth Cady Stanton. Si oppose al divorzio sostenendo che "il coniuge non può annullare i suoi obblighi nei confronti dell'altro ... Ogni divorzio è naturalmente e moralmente impossibile". Antoinette, una forte abolizionista e suffragetta, contrariamente alle speranze delle sue amiche e compagne suffragette, appoggiò il passaggio del XIV emendamento della Costituzione, che non includeva il diritto di voto libero delle donne. Nel 1869, durante la controversia sull'emendamento, lei e Lucy Stone si distaccarono da altre importanti attiviste per i diritti delle donne per formare l'American Woman Suffrage Association come contrappeso alla National Woman Suffrage Association di Anthony.
Nel 1873 Blackwell fondò l'Association for the Advancement of Women nel tentativo di affrontare i problemi delle donne che organizzazioni simili ignoravano. Fu eletta presidente della New Jersey Woman Suffrage Association nel 1891 e aiutò a fondare l'American Purity Association.

## Ultimi anni

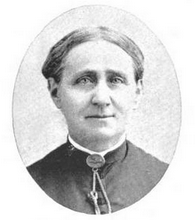
Antoinette Blackwell (1894)

L'Oberlin College le assegnò un master e un dottorato onorari rispettivamente nel 1878 e nel 1908.
Nel 1878 tornò al'organizzazione religiosa. Si candidò all'American Unitarian Association e fu riconosciuta come ministro. Tenne sermoni in chiese unitarie e riprese il suo tour di conferenze.
Nel 1893 Brown frequentò il Parlamento delle Religioni durante l'Esposizione colombiana a Chicago. In un discorso asserì: "Le donne sono necessarie sul pulpito in modo imperativo e per lo stesso motivo per cui sono necessarie nel mondo, perché sono donne. Le donne sono diventate — o quando l'abitudine radicata all'imitazione inconscia sarà sostituita, diventeranno — indispensabili per l'evoluzione religiosa della razza umana."
Nel 1903, aiutò a fondare la Società Unitaria di Elizabeth, nel New Jersey, servendo come suo ministro.

## Morte ed eredità
Antoinette Brown Blackwell morì nel 1921, all'età di 96 anni a Elizabeth, nel New Jersey.
La sua casa d'infanzia fu inserita nel registro nazionale dei luoghi storici nel 1989.
Nel 1975 la Chiesa unita di Cristo al suo decimo Sinodo generale iniziò a assegnare gli Antoinette Brown Awards alle donne UCC ordinate.
Nel 1993 fu introdotta nella National Women's Hall of Fame.

## Opere selezionate
- Studies in General Science. New York: G.P. Putnam and Son, 1869.
- The Sexes Throughout Nature. New York: G.P. Putnam and Son, 1875.
- The Physical Basis of Immortality. New York: G.P. Putnam and Son, 1876.
- The Philosophy of Individuality. New York: G.P. Putnam and Son, 1893.
- The Making of the Universe. Boston, Massachusetts: The Gorham press, 1914.
- The Social Side of Mind and Action. New York: The Neale Publishing Company, 1915.
- The Island Neighbors. New York: Harper & Brothers, 1871. (romanzo)
- Sea Drift. New York: J.T. White & Co., 1902. (poesia)